# 大庄溪
大庄溪又稱牛車路溝，是位於臺灣北部的河川，主流長2.8公里，流域面積3.8平方公里，發源於竹東丘陵西端大坪頂西側的信長坑，出竹東丘陵與汀埔圳交會，
向北流經萬厝、下厝、頂厝、大庄、宮口後，注入臺灣海峽。